# Gianpiero Carlo Cantoni
Gianpiero Carlo Cantoni, detto Giampiero (Milano, 10 febbraio 1939 – Roma, 9 maggio 2012), è stato un imprenditore, banchiere e politico italiano, parlamentare di Forza Italia, quindi del Popolo della Libertà. È stato eletto al Senato nella XIV, nella XV con il ruolo di vice capogruppo di Forza Italia al Senato e nella XVI Legislatura. È stato anche docente universitario, opinionista e commentatore di fatti economici e sociali per diverse testate e programmi televisivi.

## Biografia
Ha conseguito la laurea in economia presso l'Università di Milano nel 1964 e un master post laurea in management presso la SDA-Bocconi nel 1976. Nel 1992 ha ricevuto la laurea honoris causa in matematica presso l'Università di Camerino.
Nel 1964 ha fondato un'azienda di elettromeccanica per la costruzione di motori elettrici, trasformatori, motoriduttori di velocità ed utensileria, che è ora holding di un gruppo diversificato di imprese.
È stato professore incaricato presso l'Università Bocconi di Milano e docente senior presso la Scuola di direzione aziendale della Bocconi stessa, all'Università di Cassino, alla Libera Università San Pio V di Roma (della quale è stato presidente del consiglio di amministrazione dal 1996 al 2005) e all'Università degli Studi "Guglielmo Marconi" di Roma, dove ha ricoperto incarichi di docenza.
È stato al vertice del Consorzio Milano Ricerche e della Società Belle Arti ed Esposizione Permanente di Milano. Era grande ufficiale dell'Ordine al merito della Repubblica italiana dal 1998 e medaglia d'oro di benemerenza civica del comune di Milano nel 1991, ed è stato insignito dell'onorificenza di Cavaliere del Lavoro nel 1992.
Dal dicembre 2009 alla morte è stato alla Presidenza della Fondazione Fiera Milano. Era membro del Comitato scientifico di Ernst & Young, del Consiglio di Amministrazione della Fondazione Alcide De Gasperi e del Comitato scientifico del settimanale Panorama Economy. Giampiero Cantoni è stato infine Presidente della quarta Commissione Permanente Difesa al Senato della Repubblica.
È stato presidente dell'IBI (Istituto Bancario Italiano) dal 1982 al 1989. Successivamente, ha avuto la presidenza di Efibanca e del Gruppo Banca Nazionale del Lavoro dal 1989 al 1994, oltre alla Vice Presidenza del Mediocredito Centrale, e dell'Associazione Bancaria Italiana.
Ha pubblicato svariati libri su tematiche economiche, tra cui Le innovazioni del sistema economico e finanziario con prefazione di Guido Carli.
Giampiero Cantoni è stato:
- Senatore della Repubblica, Gruppo PdL, e Presidente della Commissione Difesa al Senato
- Presidente di Fondazione Fiera Milano
- Presidente della Società per le Belle Arti ed Esposizione Permanente (1984-2000)
- Presidente della Fondazione Liberamente
- Vice Presidente della Fondazione Alcide De Gasperi
- Presidente del Comitato scientifico della Federazione Nazionale dei Cavalieri del Lavoro

È scomparso improvvisamente nel 2012 all'età di 73 anni
.

## Onorificenze
- 1991: Medaglia d'Oro di Benemerenza Civica del Comune di Milano “Ambrogino d'Oro”
- 1992: Cavaliere del Lavoro per il Credito
- 1992: Laurea Honoris Causa in Matematica conferita dall'Università di Camerino.
- 1998: Grande Ufficiale dell'Ordine al Merito della Repubblica Italiana
- 2010: Commendatore con Placca dell'Ordine al Merito della Repubblica di Polonia[2].

## Controversie civilistiche
Come ex presidente della BNL non è mai stato inquisito e arrestato per corruzione e bancarotta fraudolenta, come erroneamente riportano alcune fonti inattendibili, né ha mai versato alcun risarcimento, non essendoci alcun collegamento tra il suo mandato come ex Presidente di BNL e fatti successivi a questo di natura civilistica, dovuti a controversie: tanto che il patteggiamento di queste controversie fu di soli 11 mesi.
Inoltre, il Gip di Milano, in data 6 luglio del 2006, dichiarò estinto il reato "nonché ogni effetto penale conseguente", riabilitando quindi pienamente Cantoni.
In riferimento a questo fatto, Il Secolo XIX pubblicò una notizia errata secondo la quale Cantoni sarebbe stato condannato a 2 anni e al pagamento di un risarcimento di 800 milioni di lire. Il Secolo XIX rettificò il 3 marzo 2010 la notizia errata, che però nel frattempo era già stata ripresa da altri media.
La redazione de Il Secolo XIX si scusò dichiarando: “L'inesattezza circa i termini del patteggiamento, da parte nostra, è dovuta a una difficile ricerca di archivio su fatti avvenuti molto tempo fa, e ce ne scusiamo con il Senatore Cantoni e con il suo Legale".

## Il caso WikiLeaks
Uno dei file del sito WikiLeaks rivela che Cantoni avrebbe confidato ad un funzionario dell'ambasciata USA la sua preoccupazione per lo stato di salute del Primo Ministro Silvio Berlusconi logorato da notti insonni passate in festini. Questo si è appreso leggendo un cable riservato proveniente dall'ambasciata USA di Roma..
Cantoni ha respinto in toto queste rivelazioni dichiarando: "Dal documento diffuso da WikiLeaks, leggo con ulteriore sorpresa e sconcerto che il Premier Berlusconi mi avrebbe chiamato per informarmi di un arresto di carabinieri per il caso Marrazzo e che avrei fatto confidenze sul ruolo e l'affidabilità dei servizi di intelligence italiani. 
Devo pertanto precisare e smentire nel modo più assoluto e categorico che Berlusconi mi abbia mai telefonato né informato su quanto riportato dal documento WikiLeaks circa questo arresto, né ho mai espresso valutazioni in merito al ruolo e l'affidabilità dei nostri servizi di intelligence, tanto più che non è materia di mia competenza istituzionale. 
Non posso quindi che ulteriormente ribadire le mie smentite alla totalità delle dichiarazioni e confidenze attribuitemi in documenti che di per sé si qualificano per la scarsa attendibilità sotto il profilo informativo e giornalistico.".